# Cleistanthus baramicus
Cleistanthus baramicus är en emblikaväxtart som beskrevs av Eugene Jablonszky. Cleistanthus baramicus ingår i släktet Cleistanthus och familjen emblikaväxter. Inga underarter finns listade i Catalogue of Life.